# کاتسوتوشی دوموری
کاتسوتوشی دوموری (انگلیسی: Katsutoshi Domori؛ زادهٔ ۲۹ ژوئن ۱۹۷۶) بازیکن فوتبال اهل ژاپن است.
از باشگاه‌هایی که در آن بازی کرده‌است می‌توان به باشگاه فوتبال سرزو اوساکا و باشگاه فوتبال آلبیرکس نیگاتا اشاره کرد.